# Keine Lust
Keine Lust är en singel av bandet Rammstein från albumet Reise, Reise. Låten var tänkt att var den första singeln från albumet som gavs ut efter tre års tystnad från bandet, men så blev inte fallet. Bandet uppträdde live med denna låt under Echo Awards 2005 i Tyskland.
Richard Z. Kruspe beskriver musikvideon till låten på följande sätt:
| ”                   | Du förstår att efter alla dessa år så har vi fått nog! Ryktbarheten, framgångarna, pengarna; vi vill inte ha något av detta längre! Ingenting! Det är meningen med låten. Vi återvänder till ruta ett igen. Vi vill bara skapa musik igen. Vi vill inte ha all den uppståndelse som följer med. Så vi träffas en sista gång, för ett slutgiltigt uppträdande - bara för att skapa musik tillsammans. [...] Låten handlar bara om att återvända till startpunkten. | „ |
| – Richard Z. Kruspe | |   |

## Låtlista

### Tyska utgåvan
1. "Keine Lust" – 3:44
2. "Keine Lust (Remix No.1)" (Remix av Clawfinger) – 4:37
3. "Keine Lust (The Psychosonic Remix)" (Remix av DJ Drug) – 5:02
4. "Keine Lust (Bozz Remix)" (Remix av Azad) – 3:52
5. "Keine Lust (Jazz Remix)" (Remix av Clawfinger) – 4:11
6. "Keine Lust (Black Strobe Remix)" – 7:08
7. "Keine Lust (Curve Remix)" (Remix av Front 242) – 3:40
8. "Keine Lust (Ich zähl die Fliegen Remix)" (Remix av Krieger) – 3:30

#### 2-spårs singel
1. "Keine Lust" – 3:44
2. "Keine Lust (Remix No.1)" (Remix av Clawfinger) – 4:37

#### 12" Vinyl-singel
1. "Keine Lust (Black Strobe Remix)" – 7:08
2. "Keine Lust (Black Strobe Remix Instrumental)"
3. "Keine Lust (Curve Remix)" (Remix av Front 242) – 3:40
4. "Keine Lust (Curve Remix Instrumental)"

### UK Editions

#### CD-singel
1. "Keine Lust" – 3:44
2. "Ohne dich (Mina Harker's Version)" (Remix av Laibach) – 4:09
3. "Mutter Orchesterlied I" – 5:24

#### 7" Vinyl-singel
1. "Keine Lust" – 3:44
2. "Du hast" (Live från Parkbühne Wuhlheide i Berlin i augusti 1998) – 4:27

#### DVD-singel
- "Keine Lust" – 3:44
- "Mein Teil" – 4:23
- "Mein Teil" (Musikvideo)
- "Making of the Mein Teil-video" – 11:38